# 陈明星 (1982年)
陈明星（1982年9月—），安徽巢湖人，中国科学院大学教授，中国科学院地理科学与资源研究所研究员。

## 生平
2003年本科毕业于安徽师范大学地理系，2006年于安徽师范大学获硕士学位，2009年于中国科学院地理科学与资源研究所获博士学位，同年留所工作。2018年任中国科学院地理科学与资源研究所研究员。现任中国科学院地理科学与资源研究所党委委员，中国科学院区域可持续发展分析与模拟重点实验室主任，中国科学院大学资源与环境学院岗位教授。

## 学术贡献
主要从事城市化与区域发展研究。主持国家自然科学基金项目、国家社会科学基金重点项目等多项，发表论文120余篇。获国家基金委优青、全国青年地理科技奖、吴传钧人文与经济地理优秀论文一等奖等奖励。